# Chavin
 Chavin  es una población y comuna francesa, en la región de  Centro, departamento de Indre, en el distrito de Châteauroux y cantón de Argenton-sur-Creuse.

## Demografía
| 660 | 643 | 687 | 695 | 639 | 706 | 755 | 723 | 661 | 611 | 608 | 575 | 585 | 633 | 646 | 630 | 600 | 645 | 600 | 562 | 559 | 531 | 508 | 431 | 383 | 368 | 360 | 335 | 311 | 292 | 288 | 301 | 291 |
| Para los censos de 1962 a 1999 la población legal corresponde a la población sin duplicidades (Fuente: INSEE [Consultar]) |     |     |     |     |     |     |     |     |     |     |     |     |     |     |     |     |     |     |     |     |     |     |     |     |     |     |     |     |     |     |     |     |